# التسلسل الزمني لغزو بولندا

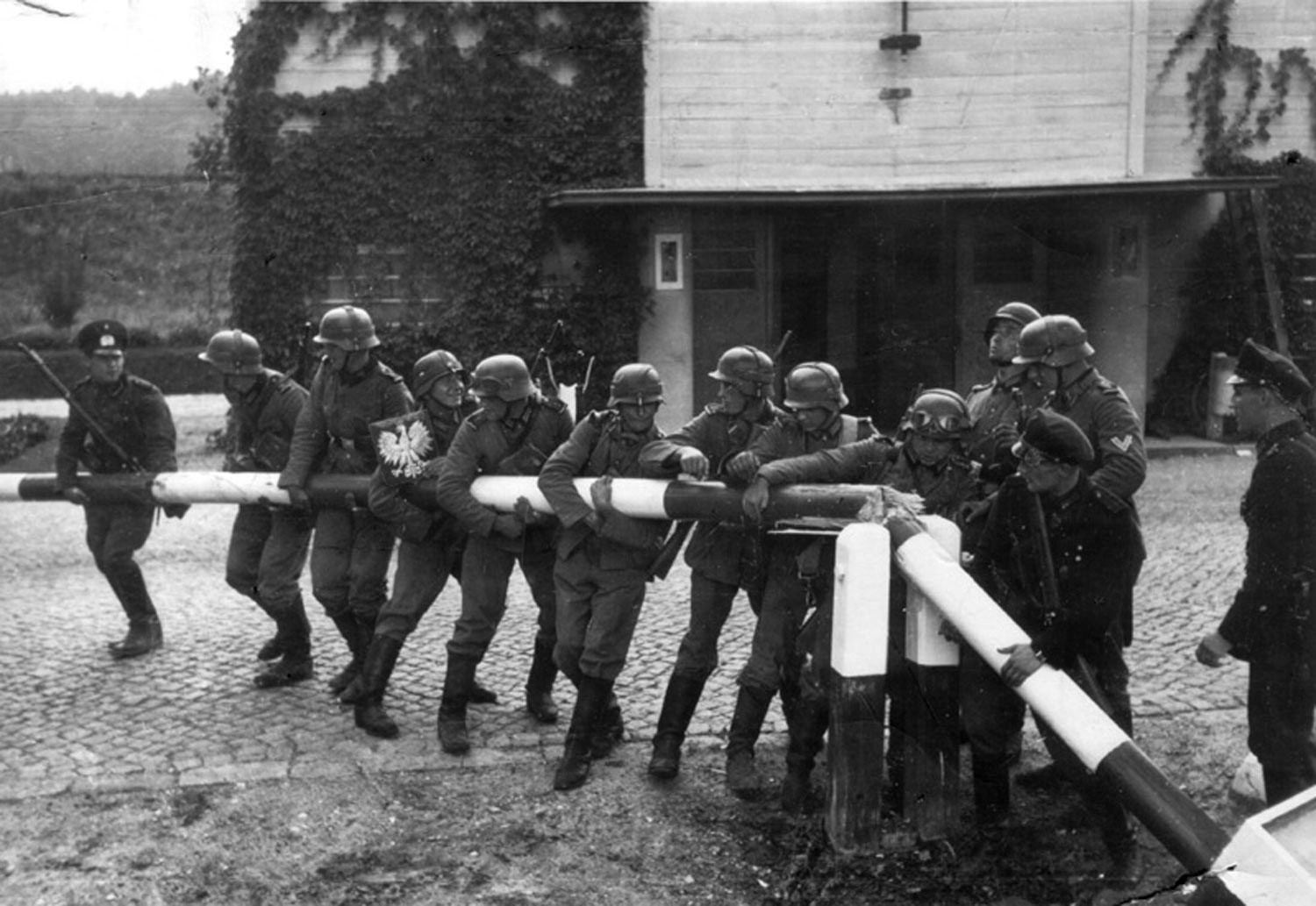
شرطة دانزيج على الحدود البولندية (1939-09-01)

## سبتمبر
1: بدأت الحرب العالمية الثانية بغزو ألمانيا النازية لبولندا. استمر غزو بولندا حتى 6 أكتوبر 1939، عندما استسلمت القوات العسكرية البولندية الأخيرة في كوك. تمت العمليات الألمانية بموجب الخطة الاستراتيجية فال فايس، بينما يشار إلى الحملة في بولندا باسم حرب الدفاع البولندية لعام 1939.
2: القوات البولندية في فيالون تستسلم للجيش الألماني العاشر.
3: جيش بوزنان البولندي يقترح هجومًا ضد الجيش الثامن الألماني لكن يرفض الاقتراح.
4: اختتمت معركة موا عندما بدأ جيش مودلين البولندي في التراجع.
5: القوات البولندية حول بيوتركوف تريبونالسكي تستسلم للجيش العاشر.
6: أعادت القوات البولندية تجميع صفوفها على طول أنهار ناريف وفيستولا وسان. تسقط كراكوف في أيدي الجيش الألماني الرابع عشر.
7: ينتهي حصار ويستربلات باستسلام ما تبقى من الحامية. تنتقل القيادة البولندية العليا من وارسو إلى برست. تبدأ الدفاعات على طول نهر ناريف بالانسحاب إلى نهر بوك. تسقط تارنوف في أيدي الجيش الرابع عشر.
8: بدأ حصار وارسو مع وصول الوحدات الألمانية إلى الضواحي. بدأ القصف الجوي في بداية الحملة.
9: بدأت معركة بزورا بهجوم مضاد ضد الجيش الثامن الألماني.
12: سقوط بياليستوك في أيدي الجيش الألماني الثالث.
13: تم اختراق دفاعات فيستولا أثناء عبور القوات الألمانية للنهر جنوب وارسو.
14: ألمانيا تستولي على غدينيا وبرست ليتوفسك. سقوط سيدلس من قبل الجيش الثالث.
15: اختتمت أعنف قتال في معركة بزورا بفوز الألمان. في الشرق، تم الاستيلاء على برزيميسل من قبل الجيش الرابع عشر.
16: اكتمال حصار وارسو.
17: افتتحت الجبهة الشرقية للحملة بغزو بولندا من قبل الاتحاد السوفيتي. سقوط كوتنو في أيدي الجيش الألماني الثامن، وتسقط برست (برزي) في أيدي الجيش الثالث.
18: الرئيس البولندي إجناسي مويسيكي والقائد العام للقوات المسلحة إدوارد ريدز شميغسي يغادران بولندا إلى رومانيا، حيث يتم احتجازهما؛ القوات الروسية تصل إلى فيلنيوس وبريست-ليتوفسك.
19: القوات السوفيتية تستولي على ويلنو.
20: القوات الألمانية والسوفيتية تلتقي بالقرب من بريست ليتوفسك.
22: القوات السوفيتية تستولي على لفيف. العرض العسكري الألماني السوفيتي في بريست ليتوفسك.
27: انتهى حصار وارسو مع استسلام القوات البولندية. دخلت القوات الألمانية المدينة في 1 أكتوبر 1939.
28: تشكيل الحكومة البولندية في المنفى في باريس مع راشكيويتش وفلاديسلاف سيكورسكي كقائد عام للقوات المسلحة.

## أكتوبر
1: استسلمت حامية شبه جزيرة هيل للقوات الألمانية.
2: تبدأ معركة كوك بتقدم ألماني.
5: موكب النصر الألماني يقام في وارسو.
6: تنتهي معركة كوك باستسلام القوات البولندية المدافعة. هذه هي المقاومة العسكرية الأخيرة المهمة للغزو الألماني أو السوفيتي.